# Campeonato Mundial de Ciclismo em Pista de 2002
O XCIX Campeonato Mundial de Ciclismo em Pista celebrou-se em Ballerup (Dinamarca) entre 25 e 29 de setembro de 2002 baixo a organização da União Ciclista Internacional (UCI) e a União Dinamarquesa de Ciclismo.
As competições realizaram-se no velódromo Siemens Arena da cidade dinamarquesa. Ao todo disputaram-se 15 provas, 9 masculinas e 6 femininas.

## Medalhistas

### Masculino
| Evento                          | Ouro | Prata | Bronze                                                                                       |
| ------------------------------- | --- | --- | -------------------------------------------------------------------------------------------- |
| Velocidade individual (29.09)   | Sean Eadie · Austrália                                                                                   | Jobie Dajka · Austrália                                                                                    | Florian Rousseau · França                                                                    |
| Velocidade por equipas (27.09)  | Reino Unido · Jamie Staff · Chris Hoy · Craig MacLean · 44,370                                           | Austrália · Ryan Bayley · Jobie Dajka · Sean Eadie · 44,508                                                | Alemanha · Jens Fiedler · Sören Lausberg · Carsten Bergemann · 44,838                        |
| Perseguição individual (25.09)  | Bradley McGee · Austrália · 4:17,875                                                                     | Luke Roberts · Austrália · 4:24,925                                                                        | Jens Lehmann · Alemanha ·                                                                    |
| Perseguição por equipas (27.09) | Austrália · Peter Dawson · Brett Lancaster · Stephen Wooldridge · Luke Roberts · Mark Renshaw · 4:00,362 | Alemanha · Christian Bach · Guido Fulst · Sebastian Siedler · Jens Lehmann · Christian Lademann · 4:07,384 | Reino Unido · Paul Manning · Bryan Steel · Bradley Wiggins · Chris Newton · Stephen Cummings |
| 1 km contrarrelógio (26.09)     | Chris Hoy · Reino Unido · 1:01,893                                                                       | Arnaud Tournant · França · 1:01,894                                                                        | Shane Kelly · Austrália · 1:02,128                                                           |
| Carreira por pontos (28.09)     | Chris Newton · Reino Unido · 76 pts.                                                                     | Franz Stocher · Áustria · 50 pts.                                                                          | Juan Esteban Curuchet · Argentina · 49 pts.                                                  |
| Scratch (26.09)                 | Franco Marvulli · Suíça                                                                                  | Anthony Gibb · Reino Unido                                                                                 | Stefan Steinweg · Alemanha                                                                   |
| Keirin (25.09)                  | Jobie Dajka · Austrália                                                                                  | José Antonio Villanueva · Espanha                                                                          | René Wolff · Alemanha                                                                        |
| Madison (29.09)                 | Jérôme Neuville · Franck Perque · França · 5 pts.                                                        | Roland Garber · Franz Stocher · Áustria · 18 (-1) pts.                                                     | Juan Esteban Curuchet · Edgardo Simón · Argentina · 17 (-19) pts.                            |

### Feminino
| Evento                         | Ouro                                                     | Prata                                   | Bronze                                 |
| ------------------------------ | -------------------------------------------------------- | --------------------------------------- | -------------------------------------- |
| Velocidade individual (28.09)  | Natalia Tsylinskaya · Bielorrússia                       | Kerrie Meares · Austrália               | Katrin Meinke · Alemanha               |
| Perseguição individual (27.09) | Leontien Zijlaard-vão Moorsel · Países Baixos · 3:34,330 | Olga Sliusareva · Rússia · 3:36,188     | Katherine Bates · Austrália · 3:36,289 |
| 500 m contrarrelógio (26.09)   | Natalia Tsylinskaya · Bielorrússia · 34,838              | Nancy Contreras Reyes · México · 34,898 | Kerrie Meares · Austrália · 34,964     |
| Carreira por pontos (28.09)    | Olga Sliusareva · Rússia · 35 pts.                       | Lada Kozlíková · Chéquia · 23 pts.      | Lado Carrara · Itália · 20 pts.        |
| Scratch (29.09)                | Lada Kozlíková · Chéquia                                 | Rochelle Gilmore · Austrália            | Olga Sliusareva · Rússia               |
| Keirin (25.09)                 | Li Na · China                                            | Clara Sanchez · França                  | Rosealee Hubbard · Austrália           |

## Medalheiro
| Ordem | País          | Medalha de ouro | Medalha de prata | Medalha de bronze | Total |
| ----- | ------------- | --------------- | ---------------- | ----------------- | ----- |
| 1     | Austrália     | 4               | 5                | 4                 | 13    |
| 2     | Reino Unido   | 3               | 1                | 1                 | 5     |
| 3     | Bielorrússia  | 2               | 0                | 0                 | 2     |
| 4     | França        | 1               | 2                | 1                 | 4     |
| 5     | Rússia        | 1               | 1                | 1                 | 3     |
| 6     | Chéquia       | 1               | 1                | 0                 | 1     |
| 7     | China         | 1               | 0                | 0                 | 1     |
| 7     | Países Baixos | 1               | 0                | 0                 | 1     |
| 7     | Suíça         | 1               | 0                | 0                 | 1     |
| 10    | Áustria       | 0               | 2                | 0                 | 2     |
| 11    | Alemanha      | 0               | 1                | 5                 | 6     |
| 12    | Espanha       | 0               | 1                | 0                 | 1     |
| 12    | México        | 0               | 1                | 0                 | 1     |
| 14    | Argentina     | 0               | 0                | 2                 | 2     |
| 15    | Itália        | 0               | 0                | 1                 | 1     |
|       | TOTAL         | 15              | 15               | 15                | 45    |